# Кафявоух тукан
Кафявоух тукан (Pteroglossus castanotis) е вид птица от семейство Туканови (Ramphastidae).

## Разпространение и местообитание
Разпространен е в Аржентина, Боливия, Бразилия, Еквадор, Колумбия, Парагвай и Перу.